# 鵜の浜温泉
鵜の浜温泉（うのはまおんせん）は、新潟県上越市大潟区（旧国越後国）にある温泉。

## 泉質
- ナトリウム - 塩化物泉（弱アルカリ性高張性低温泉）
  - 源泉温度27.4℃
  - 湧出量毎分186リットル

## 温泉街

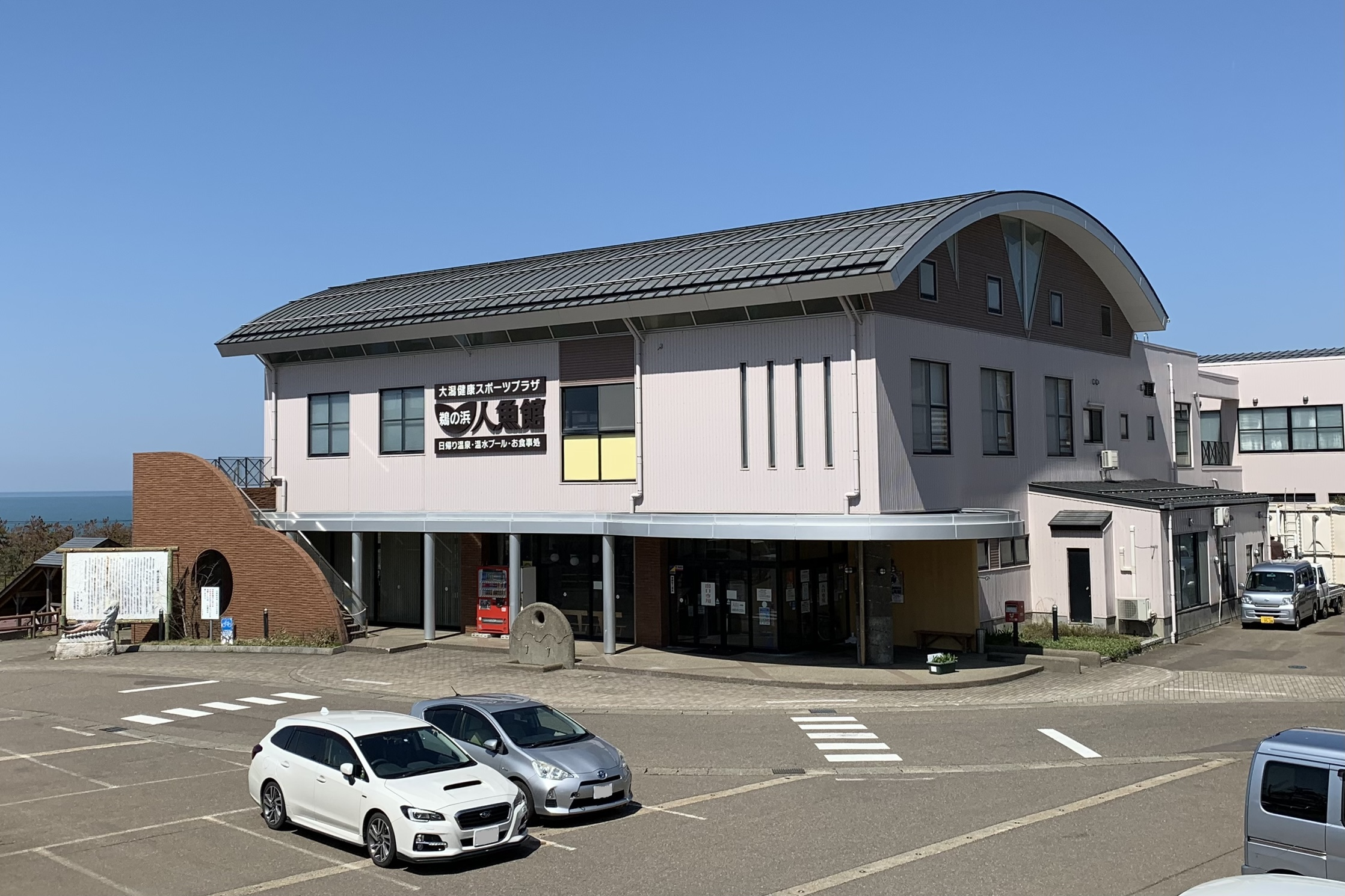
1997年にオープンし、屋内プールと日帰り温泉を備えた施設「鵜の浜人魚館」（2022年4月）

日本海の海岸沿いに位置し、数軒の旅館・ホテルと第三セクターが運営する日帰り温泉施設で構成されている。
周辺には上越市立上越体操場ジムリーナをはじめとした体操競技関連の施設が多くあり、合宿の受け入れ地としての機能も持つ。

### 周辺
- 鵜の浜温泉海水浴場

温泉の目の前にあり、海の家が営業しているほか、観光地引き網が行われている。
- 大潟キャンプ場
- 大潟水と森公園
- 人魚塚

この地に古くから伝わる伝説を元に、小川未明が「赤いろうそくと人魚」を著し、日帰り温泉施設も「人魚館」と名づけられている。

## 歴史
- 1956年、帝国石油による石油試掘の際に湧出。
- 1958年、「鵜の浜温泉」と命名。同年7月5日開湯[3]。

## アクセス
公共交通
- JR信越本線潟町駅下車、徒歩10分。
- 高速バス潟町バスストップ下車、徒歩15分。
- 頸城自動車 1 上越大通り線・3 浜線「鵜の浜」バス停より徒歩すぐ[4]。

自動車
- 北陸自動車道柿崎IC下車、上越市直江津方面へ約6 km
- 北陸自動車道大潟スマートIC下車、上越市柿崎方面へ約3.5 km